# صوران (الباب)
صوران قرية سوريّة تتبع إداريّاً لمحافظة حلب منطقة الباب ناحية مركز الباب، بلغ تعداد سكانها 1,041 نسمة حسب التعداد السكاني لعام 2004.